# Asociación Gales-Argentina

Bandera de la colonia galesa de la Argentina.

La Asociación Gales-Argentina (en idioma galés: Cymdeithas Cymru-Ariannin) es una asociación cultural que mantiene un vínculo entre Gales y Argentina. Conforma una sociedad caritativa sin fines de lucro financiada por los ingresos de sus miembros.

## Historia
La Asociación fue fundada en 1939 por galeses que tenían conexiones con la colonia galesa de la provincia del Chubut, para servir de nexo entre ambos países. En 1989 la Asociación publicó el folleto «Asociación galeses-argentinos 1939-1989». En la Asamblea anual de 1999 se cambió el nombre de la Asociación a «Gales-Argentina» para representar de una mejor manera a los miembros y los intereses actuales de la misma. Actualmente posee 170 socios.
Entre sus funciones, se encuentran: la organización de intercambio de maestros, estudiantes y pastores entre Gales y Argentina; premiar en el Eisteddfod Nacional de Gales en una competencia destinada a los galeses nacidos en la Patagonia; el festejo de la Fiesta del Desembarco en Gales, entre otros.
Desde fines de los años 1990, la asociación lleva a cabo un programa para aumentar la enseñanza y uso del idioma galés en Chubut.

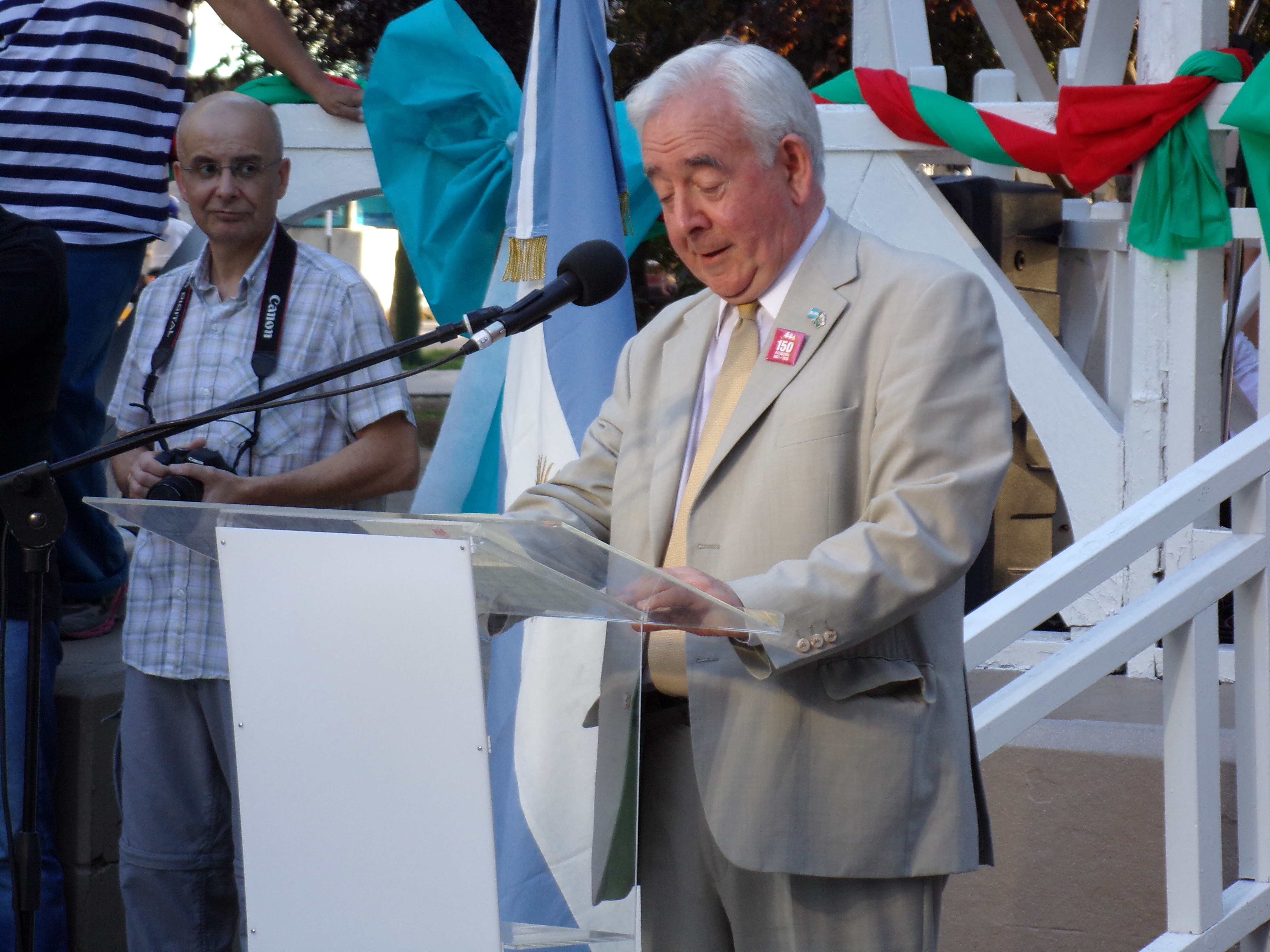
Dafydd Wigley en Trelew, Chubut en 2015.

En enero de 2015 en la Patagonia surgió la propuesta de hermanar las ciudades de Trelew (Argentina) con Caernarfon (Gales), donde nació Lewis Jones, idealizador de la colonización galesa en Argentina con el motivo de la celebración de los 150 años de la colonia. El acuerdo quedó concretado el 28 de febrero ante la presencia del político galés Dafydd Wigley, quien participó como representante de Caernarfon y presidente honorario de la Asociación Gales-Argentina.